# Овсянников, Александр Степанович
Александр Степанович Овсянников (ок. 1760 — не ранее 1806) — офицер Российского императорского флота, первоприсутствующий в Николаевской Контрольной экспедиции.

## Биография
Родился около 1760 года.
В сентябре 1773 года был зачислен кадетом в Морской кадетский корпус. Два года спустя был произведён в гардемарины, а 1 июня 1779 года из капралов в мичмана. С 1779 года по 1782 год на кораблях «Всеслав» и «Вячеслав» плавал из Кронштадта в Архангельск и обратно, потом до 1784 года плавал из Кронштадта до Ливорно на корабле «Св. Георгий Победоносец»; 13 января 1783 года был произведён в лейтенанты.
В 1784 году был командирован в Кострому для набора рекрутов, затем снова плавал в Архангельск, в 1787 году был назначен командиром Рижской брандвахты. В следующем году, находясь на корабле «Всеслав», Овсянников участвовал в Гогландском сражении.
С 1 мая 1789 года — капитан-лейтенант. В Роченсальмском сражении командовал катером «Лебедь» и показал себя храбрым и распорядительным командиром. Командуя в 1790 году шебекой «Летучая», Овсянников участвовал в сражении с неприятельским гребным флотом при Биорке, и заслужил лестный отзыв адмирала принца Нассау-Зигена.
В 1792 году был назначен командиром штурманской роты и славяно-российской школы в Архангельске, где оставался до 1799 года. Затем в течение трёх лет командовал рижской учебной флотилией и 23 сентября 1797 года был произведён в капитаны 1-го ранга с назначением капитаном над Архангельским портом. Спустя семь лет, 6 мая 1804 года он был назначен первоприсутствующим в Контрольной экспедиции г. Николаева; генерал-майор флота (контр-адмирал?) с 19 июня 1806 года. Дальнейшие сведения о нём отсутствуют.
Его дочь Анастасия в 1818 году окончила Смольный институт благородных девиц (15-й выпуск), а дочь Евдокия (1800—1845) была замужем за капитан-командором Е. В. Веселаго.